# 石灰水

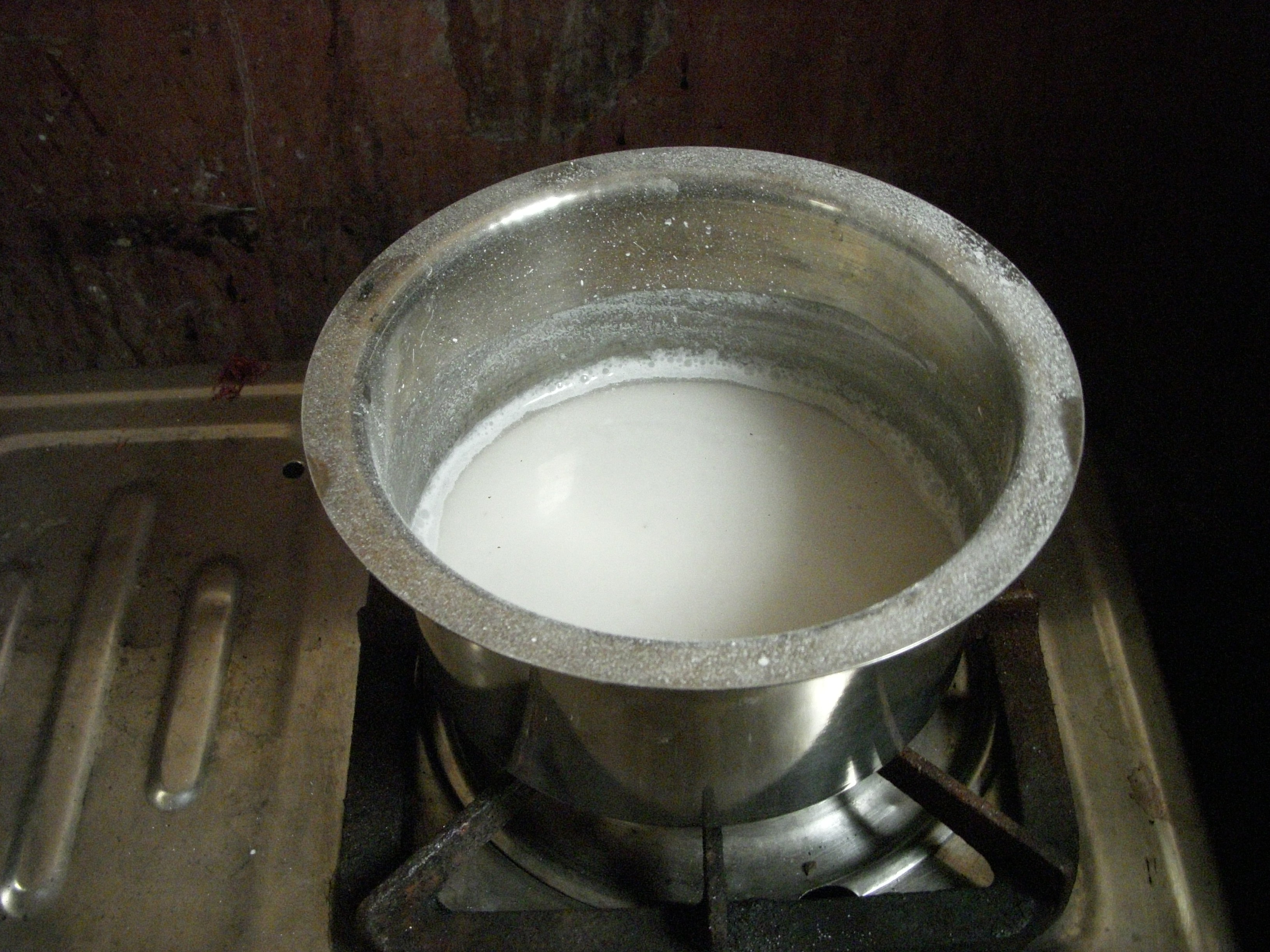
石灰水

石灰水（英語：limewater，此處中的“lime”是指石灰而並非青柠）是氢氧化钙（calcium hydroxide）的饱和水溶液的通俗名称。氢氧化钙，即 Ca(OH)2，微溶于水（25°C时溶解度为1.5 g/L）。纯石灰水是无色澄清的溶液，有一种轻微的泥土气味和氢氧化钙的苦涩碱味。石灰水是透過将氢氧化钙在纯水中搅拌溶解，再滤去多余未溶解的Ca(OH)2。当多余的氢氧化钙被加入到石灰水中时，会产生悬浮的氢氧化钙颗粒，使它呈现出乳白色的面貌，在这种情况下它通常被称为石灰乳。石灰乳和饱和石灰水的pH约为12.3，鹼性。

## 化学
二氧化碳气体通入石灰水中，会产生一种乳白色“溶液”。这是由于难溶的碳酸钙颗粒生成并悬浮在颗粒中：
{\displaystyle {\mbox{Ca(OH)}}_{2}(aq)+{\mbox{CO}}_{2}(g)\rightarrow {\mbox{CaCO}}_{3}(s)+{\mbox{H}}_{2}{\mbox{O}}(l)}
如果通入过量的CO2，将发生以下反应:
{\displaystyle {\mbox{CaCO}}_{3}(s)+{\mbox{H}}_{2}{\mbox{O}}(l)+{\mbox{CO}}_{2}(g)\rightarrow {\mbox{Ca(HCO}}_{3}{\mbox{)}}_{2}}（碳酸氢钙）{\displaystyle (aq)}
因为碳酸氢钙是可溶的，原先的乳白色消失了。

## 应用
上述的化学性质常被用于在学校实验室中检测气体样品中二氧化碳的存在，以及改善食糖的品質。

### 工业
将含有二氧化硫的工业废气通入石灰水中，可以清除该组分。该过程称为“亚硫酸盐化”，在这一过程中有毒的二氧化硫转化为沉淀:
{\displaystyle {\mbox{Ca(OH)}}_{2}(aq)+{\mbox{SO}}_{2}(g)\rightarrow {\mbox{CaSO}}_{3}(s)+{\mbox{H}}_{2}{\mbox{O}}(l)}
它还在工业中用作市政废水的中和剂。

## 作用
石灰水被水族箱管理者用作珊瑚礁水族馆中钙和碱度的基础来源。这时， 石灰水通常被称为Kalkwasser。它还被用于鞣制皮革和制作羊皮纸。由于它為碱性，还可被用作脱毛剂。

## 外部連結
- 维基共享资源上的相關多媒體資源：石灰水